# Jacques Specx
Jacques Specx (Dordrecht, 1585 – Amsterdam, 22 luglio 1652) è stato un politico e mercante olandese che stabilì una rotta commerciale per il Giappone e la Corea nel 1609..
Venne aiutato da William Adams a ottenere i diritti commerciali dallo Shōgun Tokugawa Ieyasu, consentendogli di creare un avamposto commerciale ad Hirado. Fu governatore per le colonie olandesi a Batavia tra il 1629 al 1632. Tornato in patria divenne un collezionista d'arte.

## Biografia

### Missione del 1609
Jacques Specx salpò con undici navi da Texel nel 1907 sotto il comando di Pieter Willemsz Verhoeff. Dopo aver raggiunto Bantam, due navi si diressero verso il Giappone per conseguire il progetto commerciale.
Le due navi De Griffioen e Roode Leeuw met Pijlen raggiunsero il Giappone il 2 Luglio 1909.

### Vita privata
Non si sposò, ma ebbe una figlia, Saartje Specx, nata da una concubina giapponese, che fu nel 1629 coinvolta in un pubblico scandalo nella città di Batavia.